# PicMonkey.com
PicMonkey.comは、オンライン写真編集サービスである。
2012年にかつてPicnikのエンジニアだった2名が立ち上げた。本社はアメリカ合衆国ワシントン州シアトルに構えている。

## 歴史
GoogleがPicnikを買収した2年後にそのPicnikのサービス終了を決断した時、エンジニアだったブライアン・テリーとジャスティン・ハフはPicMonkeyを後継として立ち上げるために退社することを決めた。

## 機能
このサービスは無料かつ広告付きでクロッピングやリサイズといった基本機能はPicnikと同様であるが、カーブや他の画像フィルタといった特別な機能も用意されている。